# Okręg zachodni Kościoła Adwentystów Dnia Siódmego w RP
Okręg zachodni – jeden z trzech okręgów diecezji południowej Kościoła Adwentystów Dnia Siódmego w RP. Terytorialnie obejmuje zbory i grupy znajdujące się na terenie Górnego Śląska, w granicach województwa śląskiego z wyłączeniem powiatów Śląska Cieszyńskiego, tj. cieszyńskiego, bielskiego, żywieckiego i miasta Bielska-Białej (wchodzących w skład oddzielnego okręgu południowego), obejmuje ponadto całe województwo opolskie oraz powiat wieluński z województwa łódzkiego. Siedziba okręgu znajduje się w Katowicach.
Aktualnie do okręgu zachodniego należy 18 zborów, 1 grupa i 3 stacje duszpasterskie.
Seniorem okręgu zachodniego jest pastor Edward Parma.

## Zbory
| Miejscowość      | Jednostka                 | Pastor                        | Rok założenia |
| Bytom            | zbór w Bytomiu            | kazn. dr n. med. Jacek Matter | 1916          |
| Częstochowa      | zbór w Częstochowie       | kazn. Andrzej Bolesta         |               |
| Gliwice          | zbór w Gliwicach          | kazn. sen. Edward Parma       |               |
| Jastrzębie-Zdrój | zbór w Jastrzębiu-Zdroju  | kazn. sen. Edward Parma       |               |
| Jaworzno         | zbór w Jaworznie          | kazn. Artur Dżaman            | 1927          |
| Katowice         | zbór w Katowicach         | kazn. dr n. med. Jacek Matter |               |
| Kędzierzyn-Koźle | zbór w Kędzierzynie-Koźlu | kazn. Sławomir Wcisło         |               |
| Kochanowice      | zbór w Kochanowicach      | kazn. Sławomir Wcisło         |               |
| Myszków          | zbór w Myszkowie          | kazn. Wiesław Szkopiński      |               |
| Nysa             | zbór w Nysie              | kazn. Sławomir Wcisło         |               |
| Opole            | zbór w Opolu              | kazn. Sławomir Wcisło         |               |
| Pszczyna         | zbór w Pszczynie          | kazn. sen. Edward Parma       |               |
| Ruda Śląska      | zbór w Rudzie Śląskiej    | kazn. Grzegorz Trzpil         |               |
| Rybnik           | zbór w Rybniku            | kazn. sen. Edward Parma       | 1920          |
| Sosnowiec        | zbór w Sosnowcu           | kazn. Wiesław Szkopiński      | 1926          |
| Tarnowskie Góry  | zbór w Tarnowskich Górach | kazn. sen. Edward Parma       |               |
| Wieluń           | zbór w Wieluniu           | kazn. Andrzej Bolesta         | 1972          |
| Żory             | zbór w Żorach             | kazn. sen. Edward Parma       |               |

## Grupy
| Miejscowość | Jednostka              | Pastor                | Rok założenia |
| Zabrze      | grupa w Zabrzu-Helence | kazn. Grzegorz Trzpil |               |

## Stacje duszpasterskie
Dojazdowe stacje duszpasterskie, w których nabożeństwa odbywają się nieregularnie (raz lub kilka razy w miesiącu) według ogłoszenia, obejmują następujące miejscowości:
- Brzeg,
- Krapkowice,
- Namysłów.